# Werner Vogt (Heimatforscher, 1924)
Werner Vogt (* 3. Juni 1924 in Monzingen; † 19. Dezember 2006 in Sobernheim) war ein Heimatwissenschaftler und Historiker im Raum Nahe und Hunsrück.

## Leben
Werner Vogt besuchte zunächst die Volksschule in Monzingen. Nach dem Umzug der Eltern nach Bad Kreuznach besuchte er von 1934 bis 1942 das Staatliche Altsprachliche Gymnasium. Nach dem Kriegsdienst studierte er Geschichte als Hauptfach für das Lehramt an der Johannes-Gutenberg-Universität in Mainz. 1955 erhielt er eine  Anstellung als Studienrat in Sobernheim, wo er seitdem lebte. Im selben Jahr promovierte er magna cum laude zum Dr. phil. Der Titel seiner Dissertation lautete Untersuchungen zur Geschichte der Stadt Bad Kreuznach und der benachbarten Territorien im frühen und hohen Mittelalter. 1978 wurde Werner Vogt dann ständiger Vertreter des Schulleiters.
Mit seiner Gattin Emilie geb. Marx, mit der er seit 1952 verehelicht war, hatte er zwei Söhne. Im kommunalen Bereich war er Vertreter im Kulturausschuss des Kreises und  Kreistagsmitglied von 1972 bis 1974. Er war Autor von Aufsätzen und Buchbesprechungen. Werner Vogt starb als Studiendirektor i. R. mit 82 Jahren und ist auf dem Friedhof in Bad Kreuznach begraben.

## Kulturelle Tätigkeiten
Sein Engagement im kulturellen Bereich erstreckte sich unter anderem auf:
- Mitglied in der Arbeitsgemeinschaft für die Heimatgeschichte des Nahe-Hunsrück-Raums
- Vorsitzender (1975–1992) des Verein für Heimatkunde für Stadt und Kreis
- Mitarbeit und Verantwortlicher für den Nahelandkalender und die Heimatkundliche Schriftenreihe des Kreises[1]
- Sitz im Kuratorium für das Karl-Geib-Museum
- Pädagogischer Leiter der Heimvolkshochschule Schloss Dhaun
- Vorsitzender im Förderverein Freundeskreis Freilichtmuseum Rheinland-Pfalz
- Leiter der Heimatwissenschaftlichen Zentralbibliothek in Bad Kreuznach[2]
- Bad Kreuznacher Heimatblätter

## Schriften
- (Hrsg.): Festschrift 650 Jahre Stadt Sobernheim. 1330–1980. Im Auftrag der Stadt Sobernheim. Stadt Sobernheim 1980.
- Alt-Sobernheim. Fotos und Zeichnungen aus über 100 Jahren. Fiedler, Bad Kreuznach 1985.
- Burg und Kloster Sponheim mit Ortsgemeinden Sponheim und Burgsponheim. Verkehrs- und Verschönerungsverein Sponheim, Sponheim 1987.
- mit Klaus Freckmann: Monzingen an der Nahe. Neusser Druckerei und Verlag, Neuss 1991, ISBN 3-88094-682-5.
- Merxheim. Aus der Geschichte eines Dorfes an der mittleren Nahe. Ortsgemeinde Merxheim, Merxheim 1992.
- Burgen & Schlösser an Rhein und Nahe. Sparkasse Rhein-Nahe, Bingen 1993.
- Meisenheim am Glan als Zweitresidenz der Wittelsbacher Herzöge und Pfalzgrafen von Zweibrücken. In: Jahrbuch für westdeutsche Landesgeschichte. 19, 1993, Seite 303–324.
- Bad Sobernheim. Schnell und Steiner, Regensburg 1999, ISBN 3-7954-6191-X.
- Geschichte des Disibodenbergs an der Nahe. Führungsheft. 2003.